# Arnaud Binard

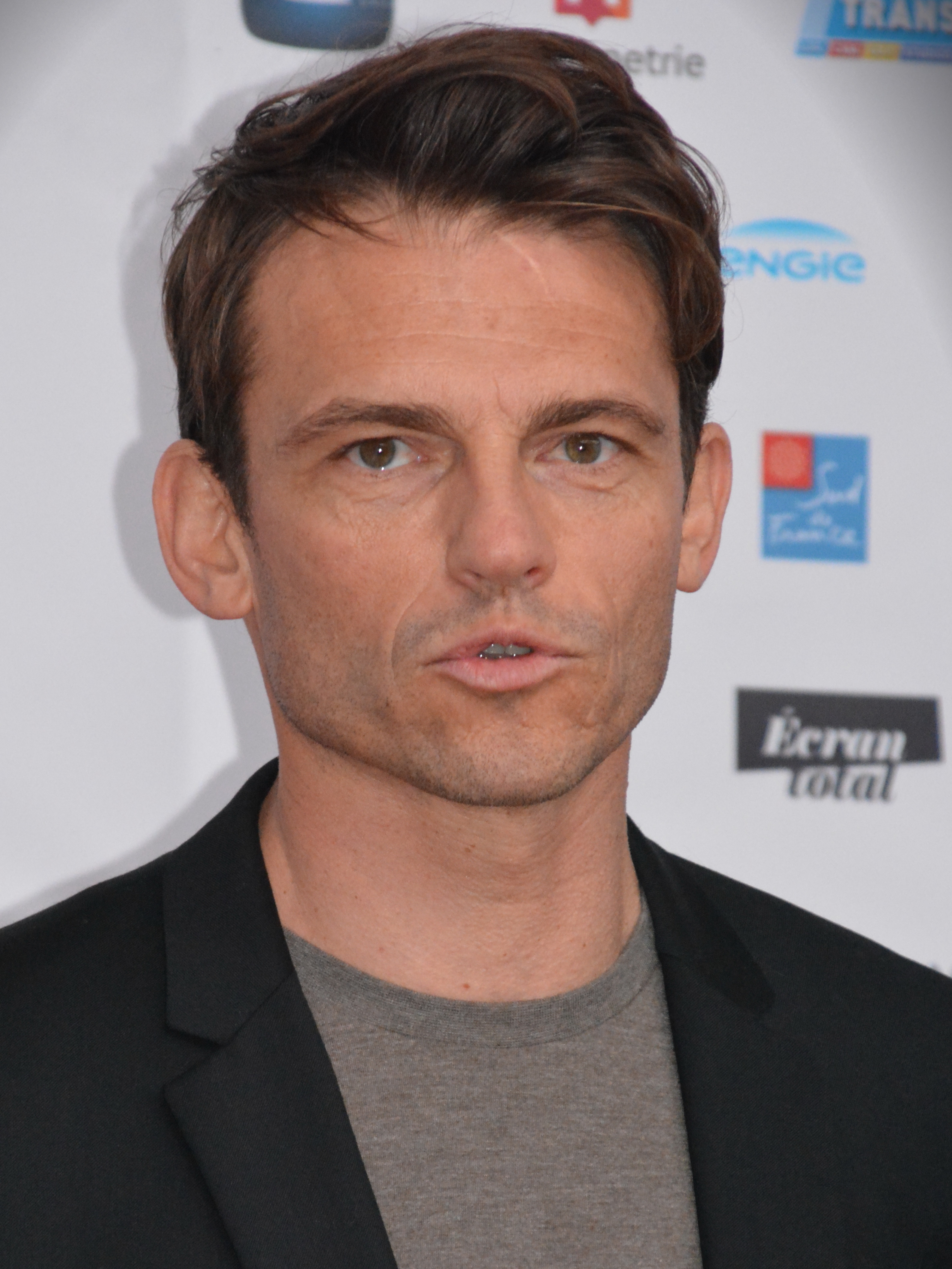
Arnaud Binard, 2017

Arnaud Binard (* 18. Januar 1971 in Bordeaux) ist ein französischer Schauspieler und Filmproduzent.

## Leben und Karriere
Binard spielte seit seinem vierzehnten Lebensjahr Theater.
Er erarbeitete sich das klassische Repertoire, spielte Straßentheater und übte sich in Improvisation. 1996 zog er nach Paris, wo er den Jean-Darnel-Kurs am Théâtre del'Atelier belegte. Von da an arbeitete er mehrere Jahre vor der Kamera für Film und Fernsehen: Le Dernier Seigneur des Balkans (Arte), Le juge est une femme (TF1), Le Ciel sur la tête (France 2), Maison close (Canal+) oder Empreintes criminelles (France 2) für das Fernsehen; Leïla von Gabriel Axel, À l’aventure von Jean-Claude Brisseau, ID: A von Christian Christansen im Kino.
Im November 2014 gründete Arnaud Binard die audiovisuelle Produktionsfirma Atelier K-plan, die sich auf Musik und Videoclips für das Internet spezialisiert hat.
Seit 2016 spielt er die Rolle des Captain Fontaine in der Serie Agathe Koltès, die in Frankreich ausgestrahlt wird.
Er ist der Vater von Julianne Binard und Maya-Rose Binard, die ebenfalls Schauspielerinnen sind.

## Filmografie (Auswahl)
- 1995: Le Miracle de l’amour (Fernsehserie, 5 Folgen)
- 1998: St. Tropez (Sous le Soleil, Fernsehserie, 18 Folgen)
- 1998: Die Chaos-Gang (Les Kidnappeurs)
- 1999: Manatea, les perles du Pacifique
- 1999: Superlove
- 2001: Florence Larrieu : Le juge est une femme
- 2001: Leïla
- 2002: Mortes de préférence
- 2002: Duelles (Fernsehserie, 1 Folge)
- 2002–2004: Groupe Flag (Fernsehserie, 7 Folgen)
- 2002–2007: Alice Nevers : Le juge est une femme
- 2003: Valentine
- 2004: Lune rousse
- 2004: Grande École
- 2005: Das Vermächtnis der Osmanen (Le Dernier Seigneur des Balkans)
- 2006: Le Ciel sur la tête
- 2007: Mystère (Fernsehserie, 12 Folgen)
- 2007: Schöner Sportsmann (Fort comme un homme)
- 2008: Gefallene Engel – Heimliche Spiele 3 (A l’aventure)
- 2009: Joséphine, ange gardien (Fernsehserie, 1 Folge)
- 2010: Les Toqués (Fernsehserie, Episode 1x04)
- 2011–2012: Clem (Fernsehserie, 4 Folgen)
- 2010–2011: Empreintes criminelles (Fernsehserie, 6 Folgen)
- 2012: La Nouvelle Maud (Fernsehserie, 5 Folgen)
- 2012: Crime Scene Riviera (Section de recherches, Fernsehserie, 1 Folge)
- 2013: Enquêtes réservées (Fernsehserie, 1 Folge)
- 2014: Boulevard du Palais (Fernsehserie, 1 Folge)
- 2014: Le Sang de la Vigne (Fernsehserie, 1 Folge)
- 2014: Guidestones (Fernsehserie, 11 Folgen)
- 2014: ID:A – Identität anonym (ID：A)
- 2015: Mongeville (Fernsehserie, 1 Folge)
- 2015–2017: Chérif (Fernsehserie, 10 Folgen)
- 2016: La Stagiaire (Fernsehserie, 1 Folge)
- 2016: Elles... Les Filles du Plessis
- 2016–2017: Agathe Koltès (Fernsehserie, 10 Folgen)
- 2017: Meurtres en Auvergne
- 2017: Quartier des Banques
- 2018: Les Innocents
- 2018: Les Disparus de Valenciennes
- 2018: Un bébé pour Noël
- 2018: Une mère sous influence
- 2018: Agatha Christie: Mörderische Spiele (Les Petits Meurtres d’Agatha Christie, Fernsehserie, 1 Folge)
- 2019: The Last Wave (La Dernière Vague)
- 2021–2024: Emily in Paris (Fernsehserie, 12 Folgen)